# Pays-Bas aux Jeux olympiques d'hiver de 1936
Les Pays-Bas participent aux Jeux olympiques d'hiver de 1936, qui ont lieu à Garmisch-Partenkirchen en Allemagne. Représenté par 8 athlètes, ce pays prend part aux Jeux d'hiver pour la deuxième fois de son histoire. Il ne remporte pas de médaille.

## Résultats

### Bobsleigh
| Épreuve           | Athlètes                    | Manche 1      | Manche 1 | Manche 2      | Manche 2 | Manche 3      | Manche 3 | Manche 4      | Manche 4 | Total         | Total |
| Épreuve           | Athlètes                    | Temps         | Rang     | Temps         | Rang     | Temps         | Rang     | Temps         | Rang     | Temps         | Rang  |
| ----------------- | --------------------------- | ------------- | -------- | ------------- | -------- | ------------- | -------- | ------------- | -------- | ------------- | ----- |
| Bob à deux hommes | Willem Gevers Samuel Dunlop | 1 min 31 s 41 | 15       | 1 min 24 s 99 | 10       | 1 min 25 s 71 | 4        | 1 min 26 s 00 | 12       | 5 min 48 s 11 | 10    |

### Patinage de vitesse
| Épreuve  | Athlète             | Course        | Course |
| Épreuve  | Athlète             | Temps         | Rang   |
| -------- | ------------------- | ------------- | ------ |
| 500 m    | Ben Blaisse         | 46 s 9        | 27     |
| 500 m    | Lou Dijkstra        | 46 s 7        | 24     |
| 500 m    | Jan Langedijk       | 46 s 7        | 24     |
| 500 m    | Dolf van der Scheer | 45 s 7        | 14     |
| 1 500 m  | Lou Dijkstra        | 2 min 27 s 2  | 20     |
| 1 500 m  | Roelof Koops        | 2 min 30 s 0  | 30     |
| 1 500 m  | Jan Langedijk       | 2 min 24 s 6  | 14     |
| 1 500 m  | Dolf van der Scheer | 2 min 23 s 2  | 9      |
| 5 000 m  | Lou Dijkstra        | 8 min 51 s 5  | 16     |
| 5 000 m  | Roelof Koops        | 8 min 48 s 5  | 13     |
| 5 000 m  | Jan Langedijk       | 8 min 32 s 0  | 4      |
| 5 000 m  | Dolf van der Scheer | 8 min 43 s 3  | 10     |
| 10 000 m | Lou Dijkstra        | 18 min 23 s 6 | 20     |
| 10 000 m | Roelof Koops        | 18 min 11 s 5 | 17     |
| 10 000 m | Jan Langedijk       | 17 min 43 s 7 | 6      |
| 10 000 m | Dolf van der Scheer | 18 min 04 s 9 | 16     |

### Ski alpin
| Athlète                             | Épreuve        | Descente     | Descente | Slalom       | Slalom              | Slalom | Total         | Total |
| Athlète                             | Épreuve        | Temps        | Rang     | Temps 1      | Temps 2             | Rang   | Points totaux | Rang  |
| ----------------------------------- | -------------- | ------------ | -------- | ------------ | ------------------- | ------ | ------------- | ----- |
| Gratia Schimmelpenninck van der Oye | Combiné femmes | 6 min 09 s 8 | 13       | 1 min 26 s 5 | 1 min 59 s 9 (+6 s) | 13     | 76 s 09       | 14    |